# Ефременко, Надежда Васильевна
Надежда Васильевна Ефременко (род. 1 января 1948, Калуга) — советская и российская театральная актриса. Заслуженная артистка Российской Федерации (1997). Педагог РАТИ и актёрского курса ТИ им. Щукина при Калужском театре.

## Краткая биографическая справка
Родилась в многодетной калужской семье, вернувшейся из Молдовы. Два года ходила на занятия в балетную студию при калужском машзаводе.
Играла на сцене калужского ТЮЗа. Oкончила Воронежский государственный институт искусств. Работает в Калужском драматическом театре с 1971 года.

## Личная жизнь
Была замужем за директором калужского областного драмтеатра Александром Анатольевичем Кривовичевым. От этого брака имеется дочь.

## Звания и награды
- Медаль «За трудовую доблесть» (1981).
- Лауреат премии Калужского комсомола (1981).
- Заслуженная артистка Российской Федерации (1997)[1].
- Всероссийский театральный фестиваль имени Н. Х. Рыбакова в г. Тамбов — Лучшая актриса России (2009).
- Премия Министерства образования, культуры и спорта Калужской области в номинации «Лучшая женская роль сезона» (за роль Валентины Андроновны в спектакле «Завтра была война»).
- Лучшая актриса VI фестиваля «Старейшие театры России» (2016).
- Орден Дружбы (2020)[2].

## Спектакли и роли (всего более 130 ролей)
- Сара Абрамовна

«Баба Шанель»
Николай Коляда
- Анна Маньяни

«Без грима»
Роза Тольская
- Бабка

«Гулять по-русски»
С.Лобозеров
- Вера Игнатьевна Стибелёва

«Екатерина Ивановна»
Леонид Андреев
- Валентина Андроновна

«Завтра была война»
Б.Васильев
- Инна Глебовна

«Комната невесты»
Валентин Красногоров
- Мадлена Бежар

«Королевский комедиант с бронзовыми бантами на башмаках»
М.Булгаков
- Регана

«Король Лир»
Уильям Шекспир
- Татьяна

«Пока она умирала»
Н.Птушкина
- Эльвира

«Последняя женщина сеньора Хуана»
Леонид Жуховицкий
- Наталья Ивановна

«Русское варенье»
Л. Е. Улицкая
- Анна Антоновна Атуева

«Свадьба Кречинского»
А. В. Сухово-Кобылин
- Стефани Дикинсон

«Цветок кактуса»
Эйб Берроуз
- Елизавета, королева Англии

«Частная жизнь королевы»
Е.Поддубная
- Елена Ивановна Кручинина

«Без вины виноватые»
А.Н Островский
- Тётя Матильда

«Дикарь»
Алехандро Касона
- Секлита Пилиповна Лымариха

«За двумя зайцами»
Михаил Старицкий
- Голда

«Поминальная молитва»
Г.Горин
- Флоренс

«Примадонны, или Шоу продолжается»
Кен Людвиг
- Филумена

«Филумена Мартурано»
Эдуардо де Филиппо
- Ханума, сваха

«Ханума»
В.Константинов, Б.Рацер
- Фея Мелюзина

«Хрустальный башмачок»
Тамара Габбе
- Бланш

«Шоу для настоящих леди»
Ален Вернье

## Фильмография
- Любовь — не картошка (сериал, 2013) — бабка
- Шериф (сериал, 2010) — эпизод
- Цыганочка с выходом (сериал, 2008) — Смирнова